# Johannes Lemke
Johannes Lemke (* 1966 in Köln) ist ein deutscher Jazzsaxophonist.

## Leben und Wirken
Lemke spielte zunächst Klarinette, bevor er zum Saxophon wechselte. Er studierte an den Musikhochschulen von Arnheim, Rotterdam und Köln. Zu seinen Lehrern zählten Willie Thomas, Clark Terry, Bob Mintzer und Herb Geller.
Am 8. März 1997 erfolgt im Theaterensemble Harlekin in Frechen die Premiere des Stücks "Betty Blue" unter der Regie von Harald Berenfänger (heute Franny Berenfänger). Eigens für diese Inszenierung komponierte Johannes Lemke 23 Stücke für Saxophon.
Mit dem Gitarristen Mario Mammone gründete Lemke die Gruppe lirico. Nachdem er mit dem Bassisten André Nendza und dem Schlagzeuger Christoph Hillmann sowie mit Andreas Wildenhain und Charlie Mariano als Gast 2003 des Albums Terra incognita veröffentlicht hatte, gründete er das Trio Lemke/Nendza/Hillmann, dessen Debüt-CD  El Arte 2004 entstand.
2006 spielte er mit dem Pianisten Thomas Rückert das Album Live ein. Weiterhin arbeitete Lemke mit Musikern wie Rajeeb Chokroborty, Rob van den Broeck, Ramesh Shotham und Dave Liebman zusammen.
Mit Dominique Pifarély und Zoltán Lantos tourte er zusammen mit Lemke/Nendza/Hillmann 2009 und 2011 mit zwei der renommiertesten Jazz-Geigern Europas. Seit 2011 ist er Mitglied im Ensemble Mizard. Mit dem Tenor Ulrich Cordes und der Pianistin Laia Genc interpretieren sie Psalmentexte im Spannungsfeld zwischen Neuer Musik und Jazz. Im Duo Shatabdi arbeitet er mit dem Pianisten Jarry Singla.

## Diskographische Hinweise
- Trio Grande: Return (mit Andreas Gerbig, Jens Foltynowicz, Ulf Seiffert, Christian Doepke), 1993
- Lirico: Miniatura (mit Mario Mammone, Jens Foltynowicz). 1995
- Lirico: Balli (mit Mario Mammone, André Nendza). 1997
- Catch me Kate: Point of View (mit Andreas Schleicher, Andreas Recktenwald, Mike Holland, Ralf Girnus, Susanne Strobel, Serge Corteyn und dem Indigo-Streichquartett), 1998
- Bajo la Mesa: Tableaux de Provence ( Histoires von Jacques Ibert mit der Pianistin Monika Miller), 1999
- Lirico: Tre (mit Jan Flubacher), 2001
- Lirico: Sussurro (mit Jan Flubacher, André Nendza, Inga Lühning), 2003
- Andreas Wildenhain + Terra incognita (mit Christoph Hillmann und André Nendza), 2003
- Lemke/Nendza/Hillmann: El Arte, 2005
- Lemke/Nendza/Hillmann: Kyrillis (mit Dominique Pifarély), 2007
- Thomas Rückert & Johannes Lemke: Jnana, 2008
- Lemke/Nendza/Hillmann: Tria Lingvo, 2009 (mit Marc Bassey und Zoltán Lantos)
- Ensemble Mizard: Mizard, 2011
- tria lingvo (ehemals: Lemke/Nendza/Hillmann): At Its Purest, 2012